# Shirley Booth
Pour les articles homonymes, voir Booth.
Shirley Booth est une actrice américaine née le 30 août 1898 à New York et morte le 16 octobre 1992 à North Chatham, Massachusetts, États-Unis.

## Filmographie partielle

### Actrice
- 1952 : Reviens petite Sheba (Come Back, Little Sheba) : Lola Delaney
- 1954 : Romance sans lendemain (About Mrs. Leslie) de Daniel Mann : Vivien Leslie
- 1958 : La Meneuse de jeu (The Matchmaker) de Joseph Anthony : Dolly « Gallager » Levi, « la meneuse de jeu »
- 1958 : Vague de chaleur (Hot Spell) de Daniel Mann : Alma Duval
- 1961 : Adèle (Hazel) (série télévisée) : Adèle

## Récompenses
- Oscar 1953 : Meilleure actrice pour Reviens petite Sheba
- Festival de Cannes 1953 : Prix d'interprétation féminine du Festival de Cannes pour Reviens petite Sheba
- Prix Sarah-Siddons 1957